# Den Sorte Måne
Den Sorte Måne er en amerikansk film fra 1990 af D.J. Webster.

## Medvirkende
- Robert Sampson som Flynn Harding
- Will Bledsoe som Giles Stewart
- Joe Turkel som Paxton Warner
- Camilla More som Lesli
- John Diehl som Philip Jennings
- Wendy MacDonald som Alex McInny
- Alan Blumenfeld som Dreyfus Steiner